# 黃休泰
黃休泰（？—？），字啟大，號雲樓，福建興化府莆田縣人，民籍，明朝政治人物。

## 生平
嘉靖三十一年（1552年），黃休泰中式壬子科福建鄉試第三名舉人，為《書經》經魁。嘉靖三十二年（1553年），聯捷三甲第四十二名進士。户部观政，授廣東潮陽縣知縣，三十五年丙辰以拾遗止。

## 家族
曾祖黃洙，訓導；祖父黃希寬；父黃景禮。前母徐氏；張氏。兄休賁、休復（生员）、有濟、休咸、休徵（生员）、弟休兆、休光。